# Granopothyne granifrons
Granopothyne granifrons är en skalbaggsart som först beskrevs av Heller 1924.  Granopothyne granifrons ingår i släktet Granopothyne och familjen långhorningar.
Artens utbredningsområde är Filippinerna. Inga underarter finns listade i Catalogue of Life.